# 磯部鉄平
磯部 鉄平（いそべ てっぺい）は、日本の映画監督。大阪府出身。

## 経歴
飲食店で勤務する傍ら、28歳の時にビジュアルアーツ専門学校大阪 放送・映画学科の夜間部に入学。友人たちと映画制作団体「belly roll film」を結成。卒業後は助監督や制作を経験する。
2015年に小谷忠典監督のドキュメンタリー映画「フリーダ・カーロの遺品 石内都、織るように」のスタッフとなり、海外ロケに伴って仕事を退職。帰国後は企業の映像作品やミュージックビデオのディレクターとして活躍。
2016年から映画制作をスタートし、1年目に短編を4本制作。
SKIPシティ国際Dシネマ映画祭では、助監督を務めた映画「見栄を張る」が2016年の国際コンペティション部門で受賞。2018年には監督した短編映画「予定は未定」が国内コンペティション部門で優秀作品賞を受賞。2019年に初長編作「ミは未来のミ」がSKIPシティアワードに、2020年には「コーンフレーク」が観客賞にそれぞれ輝き、同映画祭で3年連続受賞を果たした。その他国内の映画祭で多数受賞。
2020年にはアップリンク吉祥寺で磯部鉄平監督特集として「ミは未来のミ」「予定は未定」「オーバーナイトウォーク」が劇場公開。翌2021年に大阪のシネ・ヌーヴォでも開催された。
2023年に長編映画「コーンフレーク」、「凪の憂鬱」が全国で劇場公開。最新作は「夜のまにまに」。

## フィルモグラフィ

### 長編映画
- ミは未来のミ（2019年）
- コーンフレーク（2020年）
- ペルセポネーの泪（2021年）※源田泰章と共同監督
- 世界の始まりはいつも君と（2022年）
- 凪の憂鬱（2023年）
- 夜のまにまに（2024年）

### 短編映画
- 海へ行くつもりじゃなかった（2016年）
- ユニバーサル・グラビテーション（2016年）※The 48 Hour Film Project内の作品として制作
- 真夜中モラトリアム（2017年）
- 予定は未定（2018年）
- オーバーナイトウォーク（2018年）
- 凪の憂鬱（高校生編）（2018年）
- そしてまた私たちはのぼってゆく（2019年）
- 凪の憂鬱（大学生編）（2020年）
- 宇宙にたった2人（2021年）※オムニバス「絆のものがたり　心と心を結ぶもの」内の1本

### テレビドラマ
- 気やすく手を握るな（2023年）TOKYO MX
- うしろ姿でもわかる（2023年）TOKYO MX

## 受賞
- 2017年 - Kisssh-Kissssssh 映画祭2017 短編部門 グランプリ（『真夜中モラトリアム』）
- 2018年 - SKIPシティ国際Dシネマ映画祭2018 短編部門 優秀作品賞（『予定は未定』）
- 2018年 - 福岡インディペンデント映画祭2018 40分ムービー部門 最優秀作品賞（『予定は未定』）
- 2018年 - 第4回賢島映画祭 グランプリ（『オーバーナイトウォーク』）
- 2019年 - SKIPシティ国際Dシネマ映画祭2019 SKIPシティアワード（『ミは未来のミ』）
- 2019年 - 映文連アワード2019 準グランプリ（『ミは未来のミ』）
- 2019年 - 福岡インディペンデント映画祭2020 優秀作品賞（『凪の憂鬱』）
- 2019年 - 20TH NIPPON CONNECTION FILM FESTIVAL 入選（『ミは未来のミ』）
- 2020年 - 福岡インディペンデント映画祭2020 準グランプリ（『そしてまた私たちはのぼってゆく』）
- 2020年 - SKIPシティ国際Dシネマ映画祭2020 観客賞（『コーンフレーク』）